# Andropogon virgatus
Andropogon virgatus är en gräsart som beskrevs av Nicaise Auguste Desvaux och William Hamilton. Andropogon virgatus ingår i släktet Andropogon och familjen gräs. Inga underarter finns listade i Catalogue of Life.